# Observatoire de l'université de Londres
L'observatoire de l'université de Londres est un observatoire astronomique situé à Mill Hill (en), Londres. Il est géré par le département de physique et d'astronomie de l'University College de Londres (UCL). Utilisé principalement à des fins éducatives, on y effectue également de la recherche concernant, notamment, l'observation de transit astronomique d'exoplanètes.
L'observatoire héberge le télescope Fry de 8 pouces (20,32 cm), les télescopes Radcliffe (18 et 24 po / 45,72 et 60,96 cm) et le télescope Allen (24 po / 60,96 cm). En plus de ces derniers, il compte également deux Celestron de 14 po (35,56 cm) qui sont sous dômes, ainsi que d'autres télescopes plus petits.

## Histoire
L'observatoire a été ouvert le 8 octobre 1929 par l'Astronome royal Frank Watson Dyson. Il était d'abord conçu pour recevoir le télescope de 24 pouces (60,96 cm) de l'observatoire du Dr W. E. Wilson (en) à Daramona, en Irlande, légué après la mort de celui-ci à l'université de Londres.
En 1930, l'université reçoit un autre télescope, cette fois de 8 pouces, donné par H. R. Fry de Barnett. Il est installé à l'observatoire en 1931.
En juillet 1938, l'observatoire est agrandi pour qu'il puisse accueillir les deux télescopes de 18 et 24 pouces retirés de l'observatoire Radcliffe en 1934.
En 1951, le contrôle de l'observatoire passe des mains de l'université de Londres à celles d'UCL. Au cours des dix années suivantes, elle y aménage de l'espace pour une bibliothèque, de l'enseignement et des laboratoires.
En 1974, le télescope de Wilson originel est donné aux musées Merseyside. Il est remplacé l'année suivante par un nouveau télescope de 24 pouces de type Richey-Chrétien. Ce dernier est nommé C. W. Allen en l'honneur d'un ancien directeur de l'observatoire.

En janvier 2014, une équipe de l'observatoire fait la découverte de SN 2014J.

## Galerie

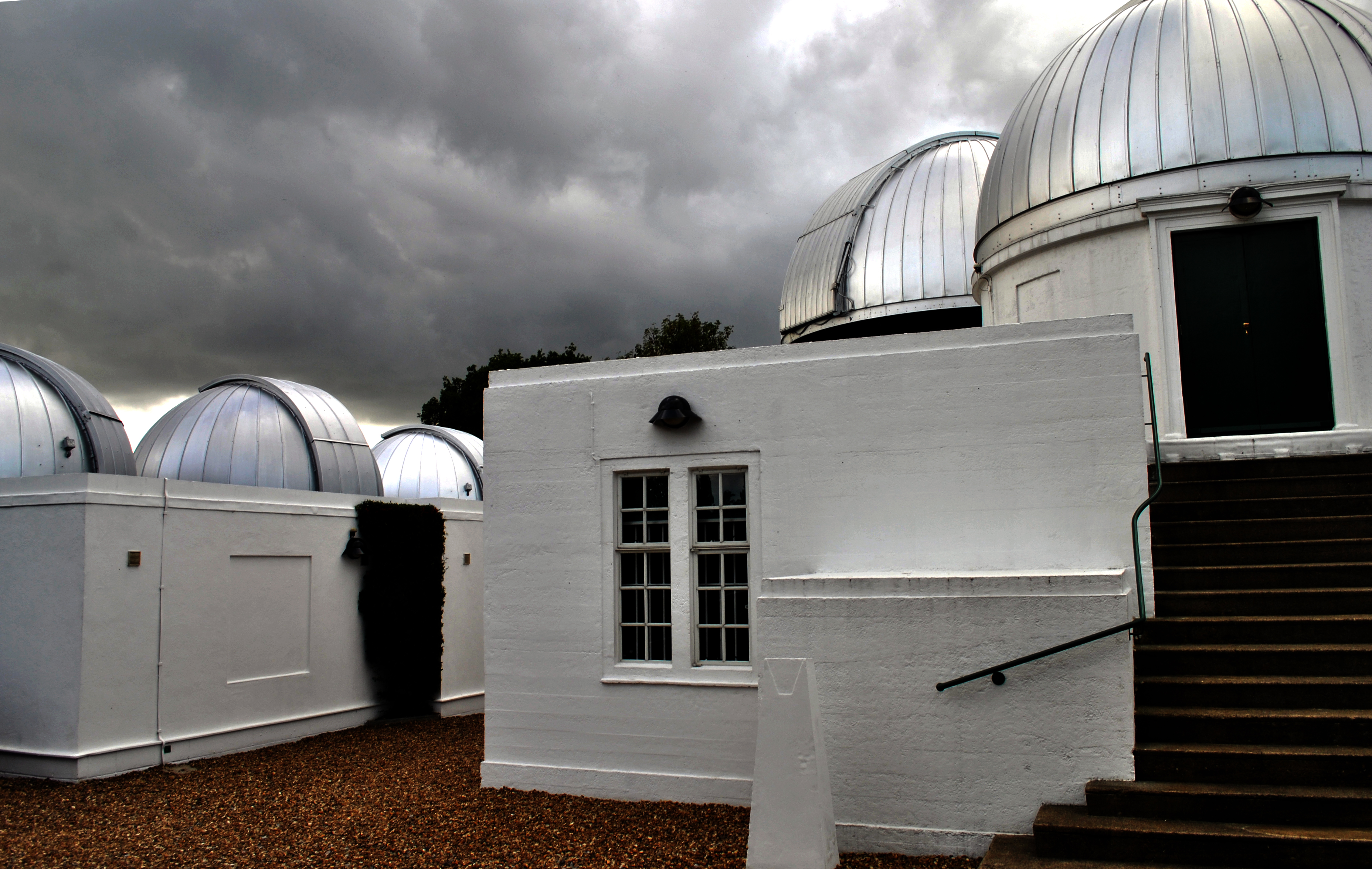
Bâtiments de l'observatoire.
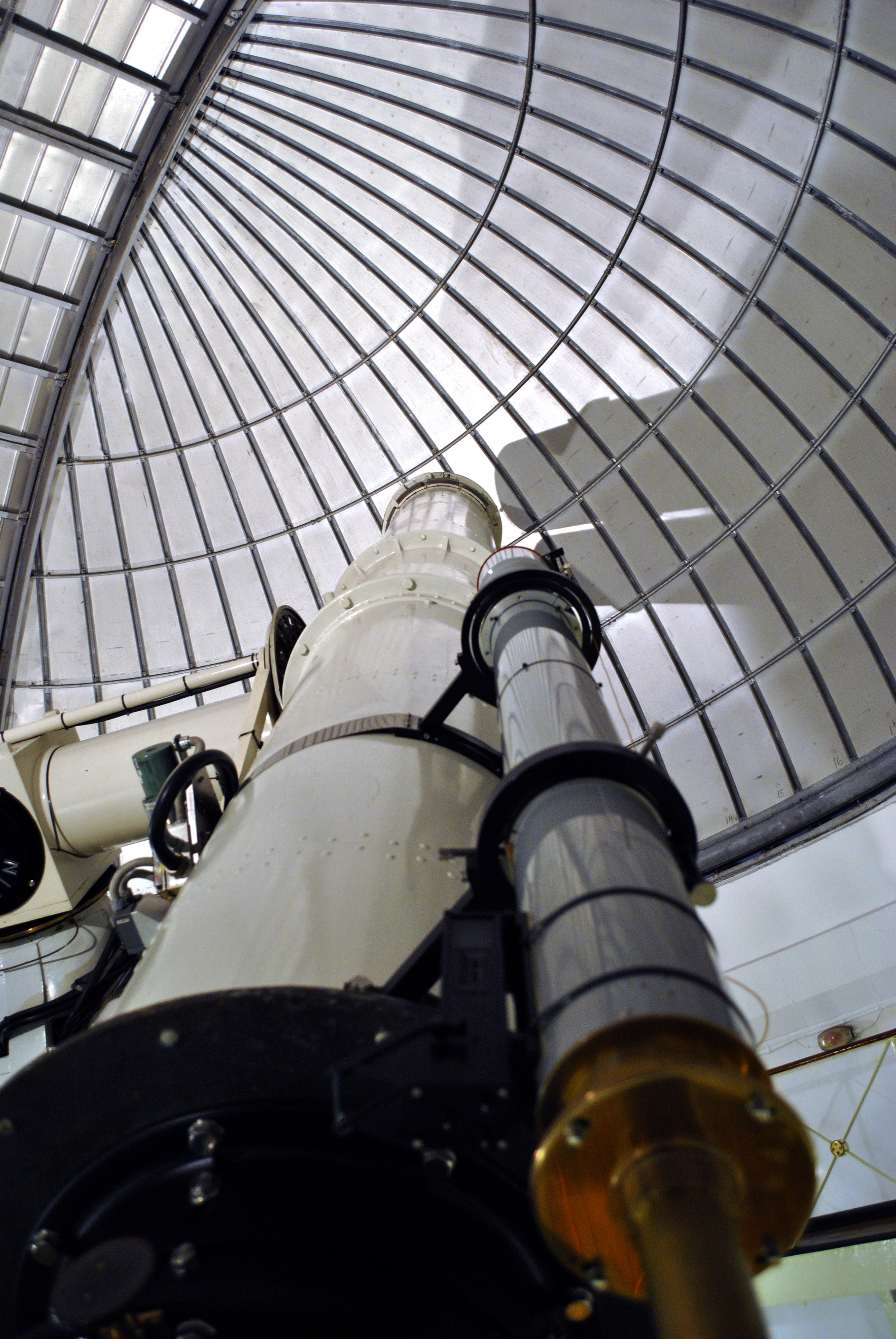
Télescopes Radcliffe.
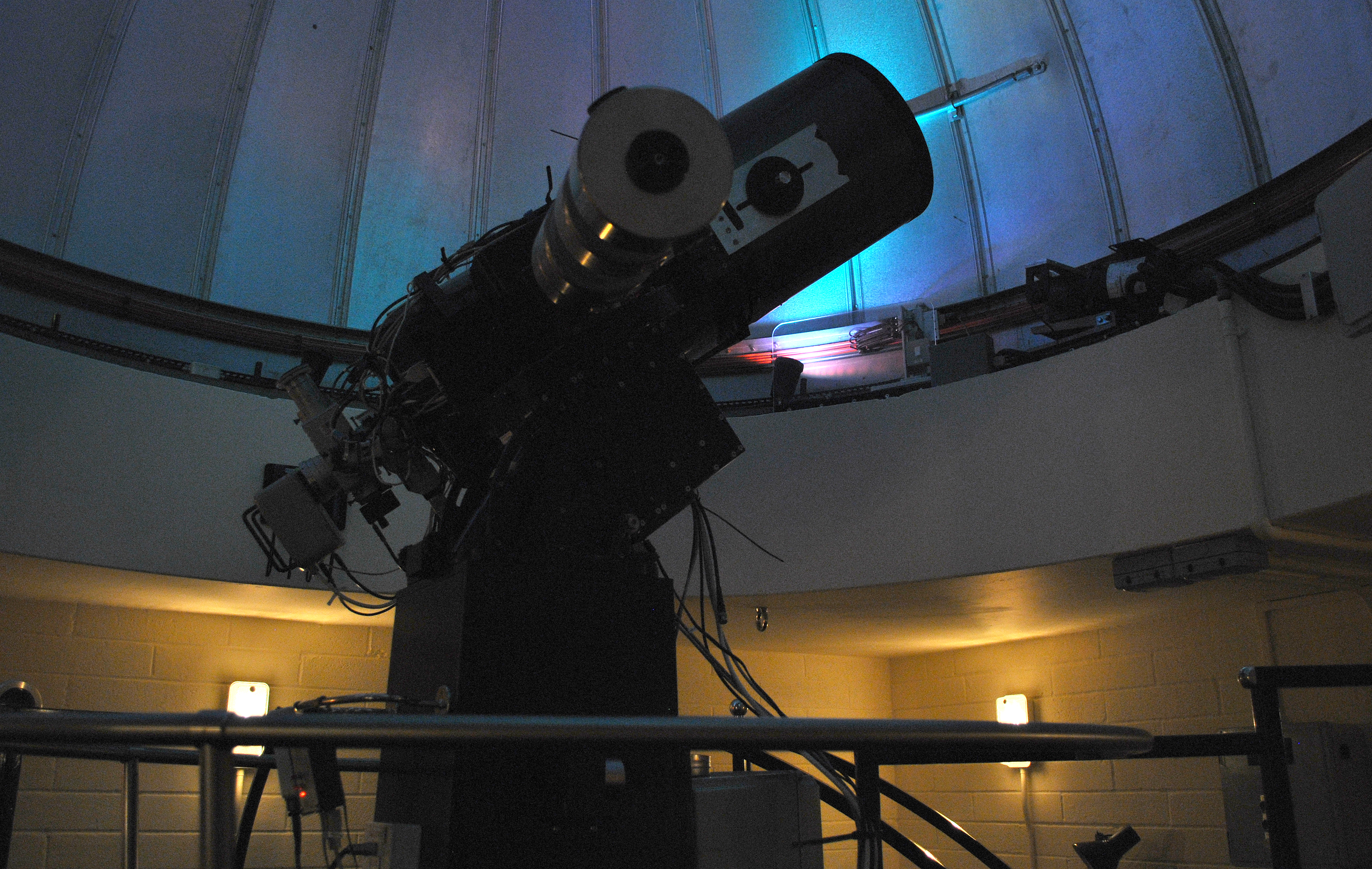
L'un des deux Celestron (C14).
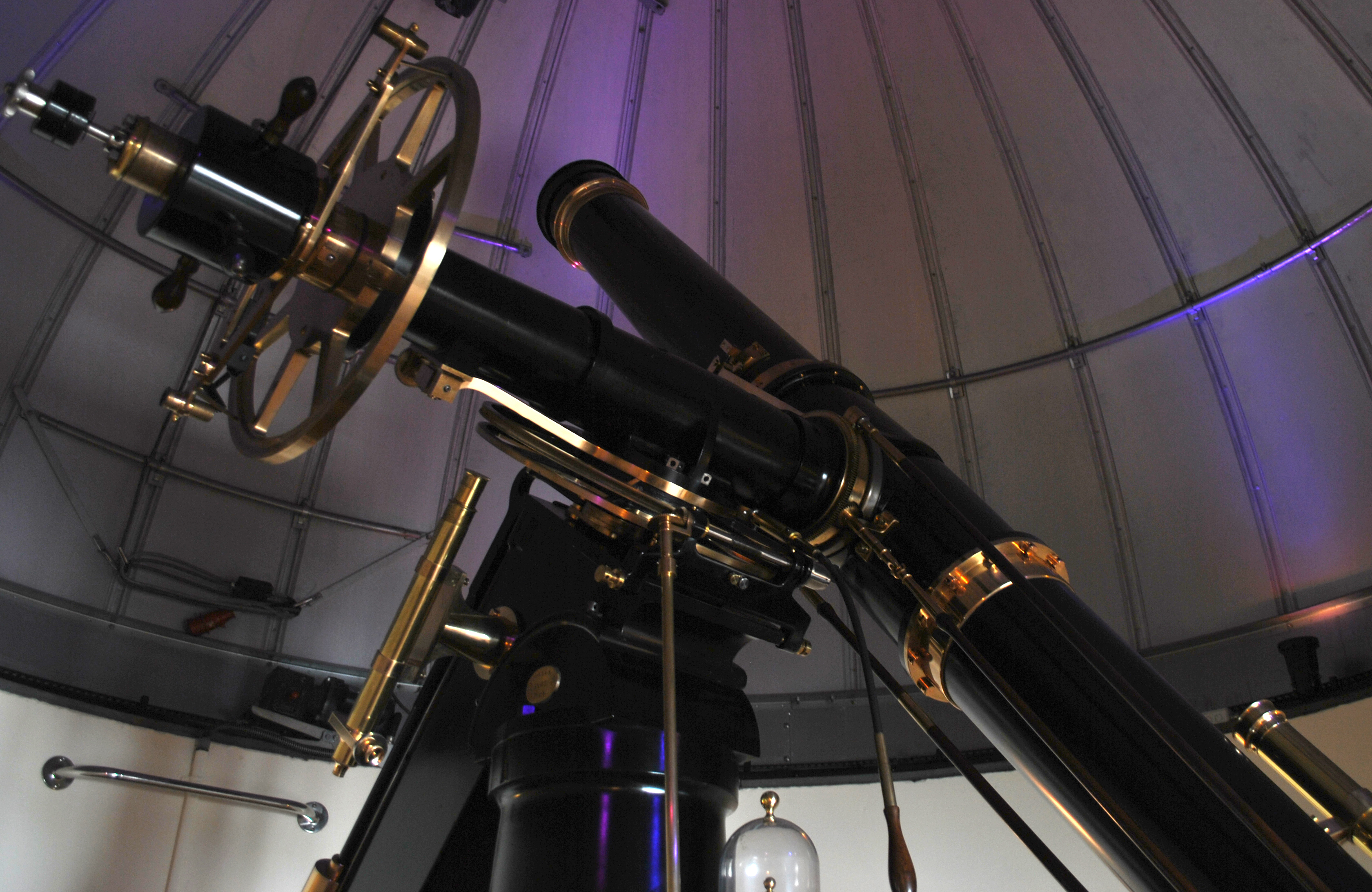
Télescope Fry.
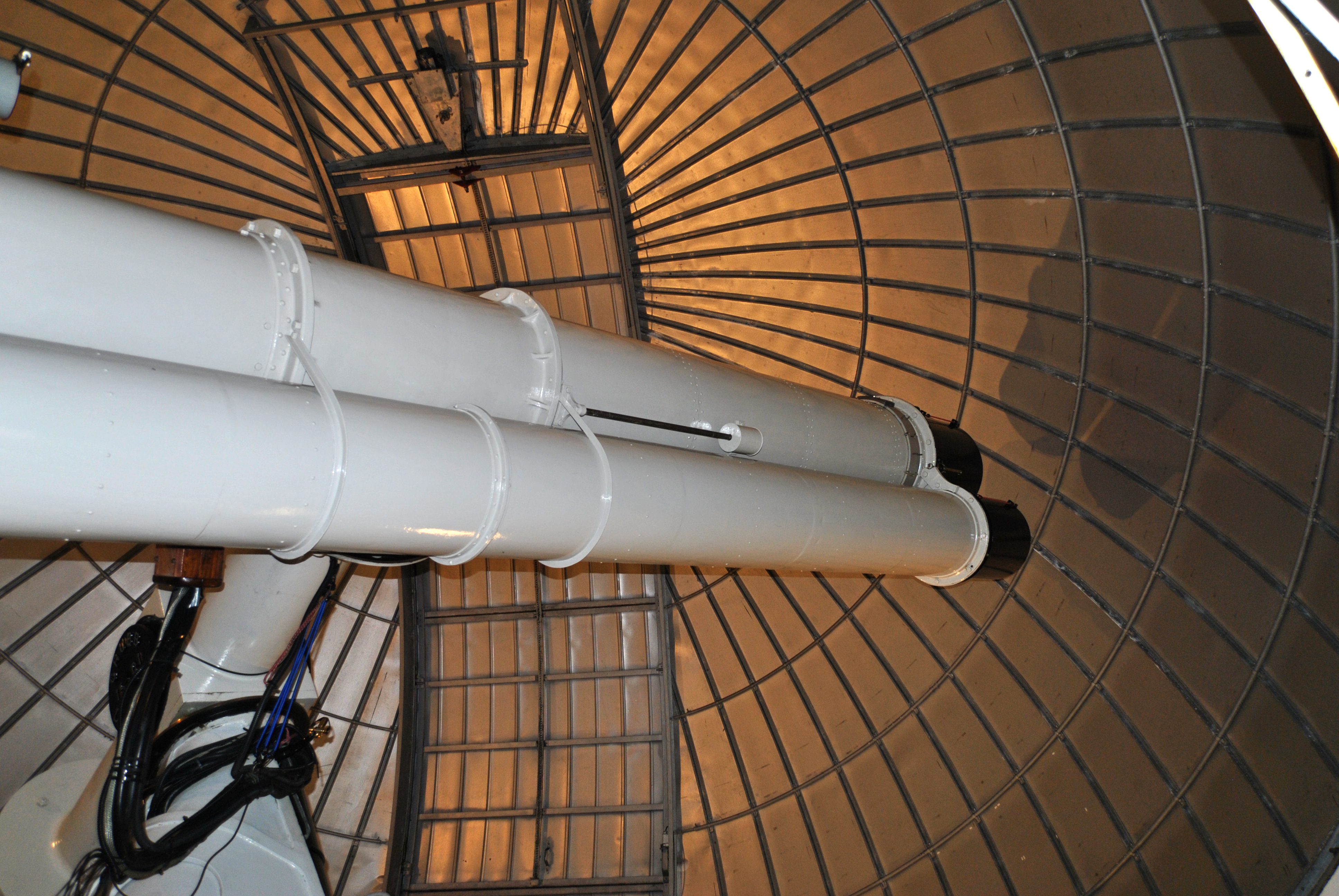
Malgré son diamètre modeste, le télescope Radcliffe est très long car il a une grande longueur focale.